# ديانا لونا
ديانا لونا (بالإيطالية: Diana Luna)‏ هي لاعبة غولف إيطالية، ولدت في 3 سبتمبر 1982 في روما في إيطاليا.

## وصلات خارجية
- ديانا لونا على موقع رابطة أوروبا للاعبات الغولف المحترفات (الإنجليزية)